# A Inglesa e o Duque
A Inglesa e o Duque (em francês:  L'Anglaise et le Duc) é um filme francês de 2001, do gênero drama, realizado por Éric Rohmer.
O filme foi produzido por Françoise Etchegaray, a fotografia é de Diane Baratier, o desenho de produção de Antoine Fontaine, o figurino de Nathalie Chesnais e Pierre-Jean Larroque e a montagem de Mary Stephen.

## Sinopse
Grace Elliot é uma jovem aristocrata escocesa que vive em Paris durante a Revolução Francesa e tem um romance com o Duque de Orleans, primo do rei de França.
O relacionamento do casal é bastante complicado e, quanto mais os acontecimentos políticos se agravam, mais ele se torna complexo. Grande defensora da monarquia, Grace não é capaz de conciliar os seus sentimentos com as escolhas políticas do duque, partidário da morte do monarca.
Esse dilema amoroso complica a situação da jovem, que corre o risco de uma condenação à guilhotina, acusada de ser espiã da Inglaterra, grande inimiga da revolução.

## Elenco
- Jean-Claude Dreyfus .... Philippe
- Lucy Russell .... Lady Grace Elliott
- Alain Libolt .... Duque de Orleans
- Charlotte Véry .... Pulcherie
- Rosette .... Fanchette
- Léonard Cobiant .... Champcenetz
- François Marthouret .... Damouriez
- Caroline Morin .... Nanon
- Héléna Dubiel .... Madame Meyler
- Daniel Tarrare .... Justin
- Marie Rivière .... Madame Laurent
- Michel Demierre .... Chabot
- Serge Renko .... Vergniaud
- Christian Ameri .... Guadet
- Eric Viellard .... Osselin
- François-Marie Banier .... Robespierre

## Prémios e nomeações
Prêmio César 2002 (França)
- Recebeu duas nomeações, nas categorias de melhor guarda-roupa e melhor desenho de produção.

European Film Awards 2001
- Recebeu uma nomeação na categoria de melhor realizador.